# ایران در بازی‌های پاراآسیایی ۲۰۱۰
کاروان ورزشی جانبازان و معلولان ایران در تاریخ ۱۲ تا ۱۹ دسامبر در بازی‌های پارآسیایی ۲۰۱۰ شرکت کردند و توانستند ۲۷ مدال طلا،۲۴ نقره و ۲۹ برنز کسب کنند و در رتبه چهارم جدول مدالی قرار گیرند.

## کاروان ورزشی ایران
کاروان ورزشی ایران با ۱۶۳ ورزشکار مرد و زن در این رقابت‌ها شرکت کرد.
| ورزش              | مرد | زن | مجموع |
| ----------------- | --- | -- | ----- |
| تیر و کمان        | ۶   | ۳  | ۹     |
| دو میدانی         | ۳۲  | ۳  | ۳۵    |
| بوچیا             | ۳   | ۳  | ۶     |
| دوچرخه سواری جاده | ۷   |    | ۷     |
| دوچرخه سواری پیست | ۷   |    | ۷     |
| فوتبال ۵ نفره     | ۱۰  |    | ۱۰    |
| فوتبال ۷ نفره     | ۱۲  |    | ۱۲    |
| گلبال             | ۶   | ۶  | ۱۲    |
| جودو              | ۶   |    | ۶     |
| وزنه برداری       | ۱۰  |    | ۱۰    |
| تیراندازی         | ۲   | ۳  | ۵     |
| شنا               | ۱۰  |    | ۱۰    |
| تنیس روی میز      | ۴   | ۴  | ۸     |
| والیبال نشسته     | ۱۲  | ۱۲ | ۲۴    |
| تنیس با ویلچر     | ۲   |    | ۲     |
| مجموع             | ۱۲۹ | ۳۴ | ۱۶۳   |

## مدال ها
| ورزش               | طلا | نقره | برنز | مجموع | رتبه |
| تیروکمان           | ۲   | ۱    | ۲    | ۵     | ۳    |
| دو و میدانی        | ۱۴  | ۱۰   | ۱۰   | ۳۴    | ۲    |
| دوچرخه سواری جاده  |     |      | ۱    | ۱     | ۵    |
| فوتبال ۵ نفره      |     | ۱    |      | ۱     | ۲    |
| فوتبال ۷ نفره      | ۱   |      |      | ۱     | ۱    |
| گلبال              |     |      | ۲    | ۲     | ۴    |
| جودو               | ۲   | ۲    | ۲    | ۶     | ۳    |
| وزنه‌برداری معلولان | ۳   | ۵    | ۱    | ۹     | ۲    |
| تیراندازی          | ۱   | ۱    | ۲    | ۴     | ۳    |
| شنا                | ۳   | ۳    | ۷    | ۱۳    | ۷    |
| تنیس روی میز       |     | ۱    | ۱    | ۲     | ۴    |
| والیبال نشسته      | ۱   |      | ۱    | ۲     | ۲    |
| مجموع              | ۲۷  | ۲۴   | ۲۹   | ۸۰    | ۴    |